# Новый (Ершовский район)
Новый — посёлок в Ершовском районе Саратовской области России. Входит в состав Декабристского муниципального образования.

## География
Посёлок находится в восточной части Саратовской области, в степной зоне, в пределах Сыртовой равнины, к востоку от реки Большой Узень, на расстоянии примерно 17 километров (по прямой) к востоку от города Ершов, административного центра района. Абсолютная высота — 93 метра над уровнем моря.

## Население
| 2002 | 2010 |
| ---- | ---- |
| 340  | ↘273 |

Гендерный состав
По данным Всероссийской переписи населения 2010 года в гендерной структуре населения мужчины составляли 44,7 %, женщины — соответственно 55,3 %.
Национальный состав
Согласно результатам переписи 2002 года, в национальной структуре населения казахи составляли 73 %.

## Улицы
Уличная сеть посёлка состоит из трёх улиц.